# Maxomys whiteheadi
Maxomys whiteheadi es una especie de roedor de la familia Muridae, llamado vulgarmente Rata espinosa de Whitehead.

## Distribución geográfica
Se encuentra en Indonesia, Malasia, y Tailandia. 